# Карл Вайпрехт
Карл Вайпрехт (на немски: Karl Weyprecht) е австрийски военноморски офицер от германски произход, изследовател на Арктика.

## Произход и военна кариера (1838 – 1870)
Роден е на 8 септември 1838 година в Бад Кьонинг, провинция Хесен, Германия. През 1856 постъпва в австро-унгарския военноморски флот. През 1859 участва в Австро-сардинската война. От 1860 до 1862 служи на фрегатата „Радецки“ под командването на адмирал Вилхем фон Тегетхоф, който насърчава научните му наклонности. От 1863 до 1865 е флотски инструктор в Австрийската военноморска академия.
На 23 юли 1865 участва в конференция на международните географски дружества във Франкфурт на Майн, където се среща с известния немски издател Аугуст Петерман и се „запалва“ по полярните изследвания.

## Изследователска дейност (1870 – 1874)
През 1870 се запознава с известния австрийски алпинист и топограф Юлиус фон Пайер и двамата решават да организират полярна експедиция северно от Европа за достигане на Северния полюс. За тази цел през 1871 предприемат проучвателно плаване в района на Нова Земя. Една година по-късно, на 18 февруари 1872 Вайпрехт става австрийски поданик, за да може да участва в експедицията, спонсорирана от австрийското правителство.
През 1872 – 1874 Вайпрехт участва като заместник-командир в организираната експедиция под ръководството на Юлиус фон Пайер, по време на която откриват архипелага Земя на Франц Йосиф.

## Следващи години (1874 – 1881)
През септември 1874 изнася доклад на среща на немски учени и лекари в Грац, Австрия, в който излага своите „принципи за изследване на Арктика“, предлага да се създаде мрежа от няколко постоянни полярни станции, на които да се провеждат редовни метеорологични и ледови измервания. Същите идеи предлага и на състоялия се през 1879 2-ри Международен конгрес на метеоролозите в Рим. В резултат са създадени 14 станции от 11 държави (12 в северното и две в южното полукълбо).
Вайпрехт на доживява, за да види кулминацията на своята идея. Умира от туберкулоза на 28 март 1881 година в градчето Михелщат, само на няколко километра от родния му град, едва на 42 години.

## Памет
Неговото име носят:
- залив Вайпрехт (80°31′ с. ш. 45°53′ и. д. / 80.516667° с. ш. 45.883333° и. д.) на Северния ледовит океан, на югозападното крайбрежие на остров Земя Александър в архипелага Земя на Франц Йосиф;
- нос Вайпрехт (78°50′ с. ш. 21°32′ и. д. / 78.833333° с. ш. 21.533333° и. д.), най-източната точка на остров Западен Шпицберген в архипелага Шпицберген;
- остров Вайпрехт (79°04′ с. ш. 75°50′ з. д. / 79.066667° с. ш. 75.833333° з. д.) във фиорда Хейс на източното крайбрежие на остров Елсмиър в Канадския арктичен архипелаг;
- планина Вайпрехт (72°00′ ю. ш. 13°30′ и. д. / 72° ю. ш. 13.5° и. д.) на Земя Кралица Мод в Антарктида;
- проток Вайпрехт (83°21′ с. ш. 39°01′ з. д. / 83.35° с. ш. 39.016667° з. д.) между островите Локууд на североизток и Хейзен на югозапад в архипелага Локууд, северно от Гренландия.